# Italianos, buena gente

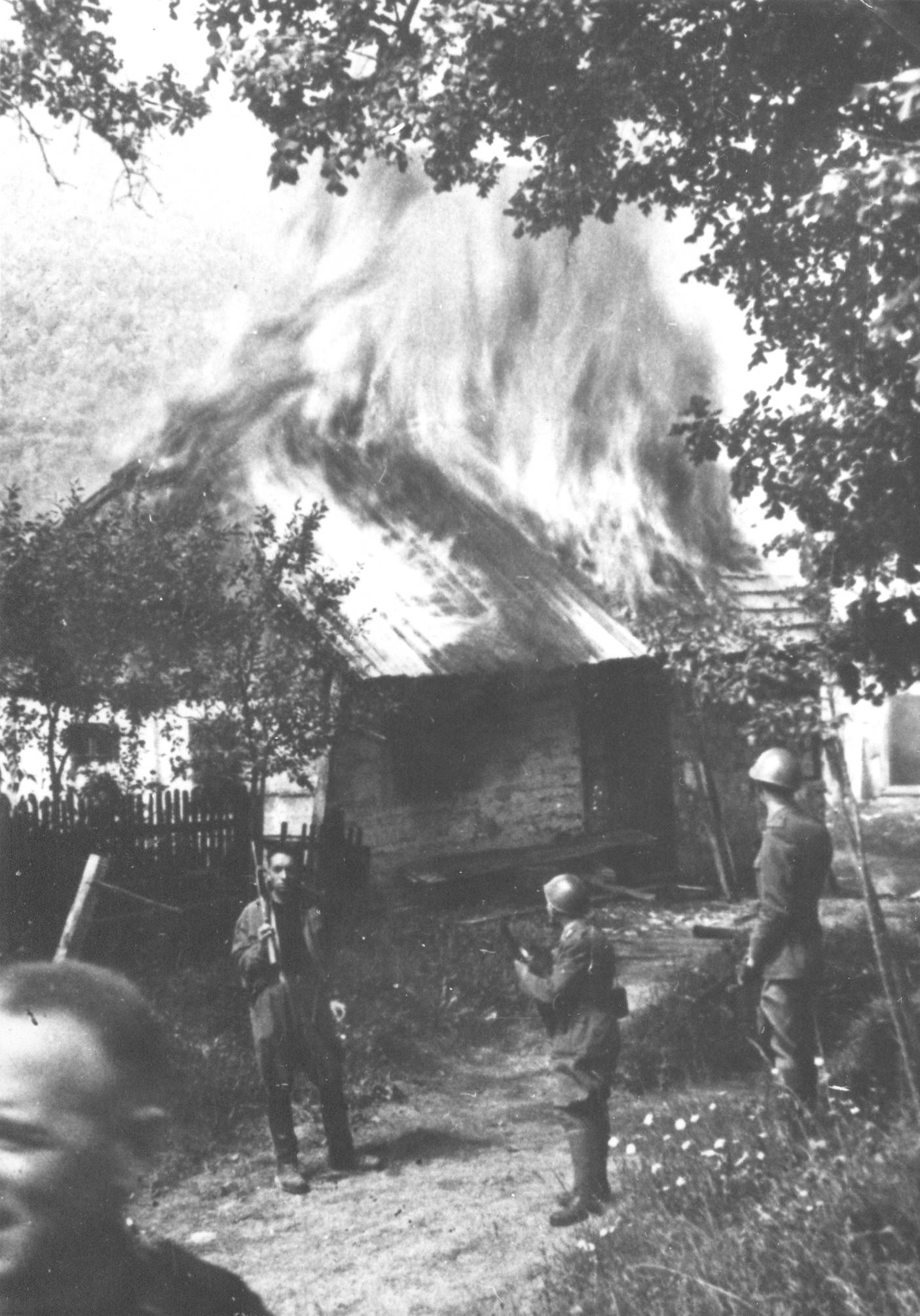
Tropas italianas quemando el pueblo de Čabar cerca de Fiume (Croacia) en 1941

Italianos, buena gente (en italiano: Italiani brava gente) es una frase acuñada por algunos historiadores para referirse a las creencias populares italianas sobre la participación supuestamente limitada, incluso inexistente, de la Italia fascista y el Ejército Real Italiano en el Holocausto y los crímenes de guerra cometidos por los soldados del Eje durante la Segunda Guerra Mundial. El fenómeno también se conoce como el mito del buen italiano.

## Revisionismo
En realidad el «mito» se trata de una forma de revisionismo histórico que surgió bajo la República Italiana de posguerra desde 1946, cuando desde la historiografía y la opinión pública italiana se argumentó que los soldados italianos habían sido comúnmente «buenos» o «gente decente» (en italiano brava gente) que habían actuado con humanidad y compasión durante sus campañas bélicas en el extranjero, actuando con valores humanos positivos supuestamente «inherentes» a la cultura italiana, en contraste con sus brutales aliados de la Alemania nazi, muy motivados ideológicamente a cometer toda clase de violencia.
En particular, el mito argumentó que -pese a la alianza nazifascista del Pacto de Acero- los italianos nunca habían participado (y tampoco hubieran sido "capaces de participar") en la cruel persecución nazi contra los judíos ocurrida en los territorios ocupados por Alemania en la Europa del Este, ni habrían cometido abusos o crímenes contra la población civil de tales territorios ocupados.
Por extensión, el término a veces se aplica para describir las creencias populares aliemntadas en la historiografía italiana sobre la conducta de tropas italianas en la guerra contra Etiopía (1935-1936) o las respuestas de italianos no judíos al Holocausto en suelo italiano, caracterizadas por un «ánimo humanitario» de los italianos en general, y sobre todo negando que tropas italianas pudieran haber cometido crímenes de guerra pese a la comprobación histórica demostrando la falsedad de tal creencia.

## Historia

### Surgimiento
Desde mediados de 1943, en el contexto de la Segunda Guerra Mundial, en Italia las tropas británicas y estadounidenses luchaban desde el sur italiano contra las fuerzas alemanas que ocupaban el norte del país. En los hechos, la zona meridional de Italia era gobernada por el «cobeligerante» Reino del Sur que cooperaba con los Aliados, mientras en el norte la ocupación alemana sostenía un gobierno fascista dependiente por completo del Tercer Reich: la república de Saló. Acabada la guerra con la derrota nazi, el régimen del Reino del Sur instauró su control sobre toda Italia pero al año siguiente (1946) el país se convirtió en una república tras ser rechazada la monarquía el referéndum de ese año. 
La paz trajo una seria pugna entre las facciones de la Resistencia italiana, donde ex partisanos de diversas ideologías políticas competían por el poder, siendo que ya en los últimos meses de la guerra habían empezado las luchas -a veces violentas- entre grupos partisanos ansiosos de tener un puesto dominante en la política italiana tras el triunfo final. Empezada la Guerra Fría y alineada con Estados Unidos, la Italia republicana dictó muy prontamente la «amnistía Togliatti"» del 22 de junio de 1946 que liberaba de todo procesamiento judicial a veteranos de la guerra, sean fascistas o partisanos, por hechos acontecidos durante los años entre 1943 y 1945.
Numerosos militantes fascistas habían sido sumariamente ejecutados por partisanos en las primeras semanas posteriores al triunfo, pero la amnistía en la práctica evitó juzgar o condenar a fascistas que habían escapado a las primeras "depuraciones" partisanas. Tal amnistía fue posible gracias a un acuerdo político mutuamente conveniente entre las dos facciones de «expartisanos» más fuertes: demócratas cristianos y comunistas italianos. Esto impedía sobre todo que en Italia surgiera algo parecido a los Juicios de Núremberg contra el fascismo.

### Evolución
La posterior integración de Italia en la OTAN, la necesidad de Estados Unidos de mantener bases militares en una Italia "amistosa", y la publicación de los crímenes de la Segunda Guerra Mundial como un «problema de alemanes» hasta la década de 1990, apoyaron la pervivencia del «mito del buen italiano»  en la opinión pública y la historiografía de Italia, permitiendo a los sucesivos gobiernos italianos rechazar los reclamos de países como Etiopía y Yugoslavia que demandaban que se juzgara a los jefes militares de la época fascista como Pietro Badoglio, Mario Roatta, o Rodolfo Graziani por crímenes de guerra. Presiones diplomáticas británicas y estadounidenses pusieron fin a los reclamos etíopes con el propósito de mantener a Italia como aliada en la OTAN, mientras que las denuncias yugoslavas —aparte de ser rechazadas como «propaganda comunista»— tampoco fueron apoyadas por la URSS, deseosa de mantener buenas relaciones con una Italia donde la influencia política del PCI era potente.
El mito del "buen italiano" evitó de esta manera «un debate público sobre responsabilidad colectiva, culpa y negación, arrepentimiento y perdón», pero desde los inicios del siglo XXI su validez ha sido cuestionada por los historiadores italianos y extranjeros. El mito es similar a las creencias populares sobre la «Wehrmacht limpia» muy difundido en la Alemania Occidental de la posguerra o la «teoría de la víctima» adoptado por la opinión pública en Austria.

### Cuestionamiento
No obstante, desde la década de 1990, tras el fin de la Guerra Fría, se evaluó el mito y se investigaron con debido rigor los crímenes de guerra atribuidos a fuerzas italianos en la Segunda Guerra Mundial o en la segunda guerra ítalo-etíope, como la creación en 1942 de un campo de concentración bajo mando italiano en la isla croata de Rab, las "acciones de represalia antipartisana" realizadas por milicianos fascistas con matanzas de civiles en los Balcanes, o el uso amplio de gas mostaza en bombardeos de la Regia Aeronautica contra tropas y civiles etíopes en 1936. 
De hecho, el debate histórico ha aportado nueva evidencia de crímenes de guerra cometidos por tropas italianas durante la época fascista, siguiendo directivas del régimen de Mussolini y con pleno conocimiento y aprobación de los altos jefes militares del Regio Esercito. Ante ello, el informe de 2012 de la Comisión Histórica Italiano-Alemana señaló que «Así como hoy el mito del comportamiento decente de la Wehrmacht en suelo italiano no puede sobrevivir en Alemania, la supervivencia del mito de los «italianos, buena gente» en referencia a la Segunda Guerra Mundial es igualmente inaceptable».

## En la cultura
Ya desde la década de 1950 diversas memorias literarias de veteranos como Nuto Revelli, Mario Rigoni Stern y Eugenio Corti, centradas en el sufrimiento de los soldados italianos como «víctimas del conflicto» al hallarse lejos de su hogar -especialmente en la campaña contra la URSS- y luchando en «una guerra ajena a sus intereses», ayudaron a fortalecer el mito entre la opinión pública italiana.
Ejemplos notables de este fenómeno en la cultura popular son la película Mediterráneo (1991) dirigida por Gabriele Salvatores junto con la novela La mandolina del capitán Corelli (1994) de Louis de Bernières, que también fue adaptada al cine en 2001. Un temprano antecedente cinematográfico del «mito» aparece en el filme de coproducción ítalo-soviética de 1964 titulado —precisamente— Italiani, brava gente, dirigido por Giuseppe De Santis y producido por Mosfilm. En todas estas películas los soldados de la Italia fascista, pese a ser aliados del Tercer Reich se muestran siempre como sujetos «amistosos» o «incapaces de ejercer violencia» en los territorios ocupados de los Balcanes o de Rusia, aunque la evidencia histórica señale lo contrario. Inclusive una mirada «cómica» de las tropas italianas en combate apareció en la coproducción ítalo-británica de 1961 "The Best of Enemies", reforzando la creencia en la "naturaleza amistosa" de los soldados italianos.